# 로빈 레누시

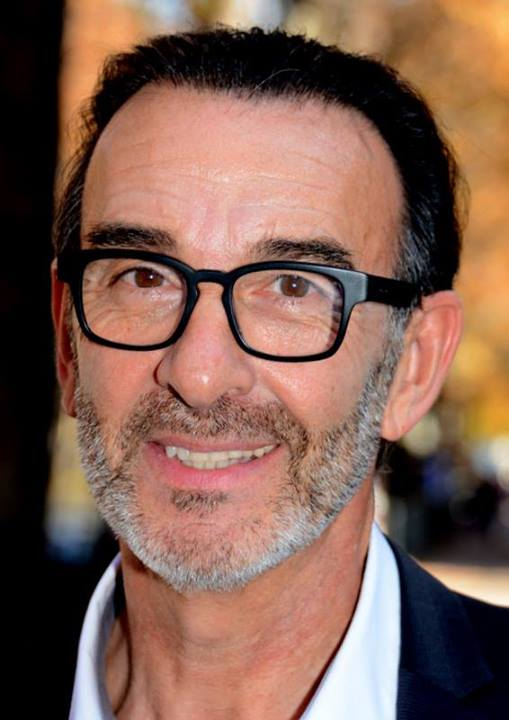

로뱅 레누치(Robin Renucci, 1956년 7월 11일 ~ )는 프랑스의 영화배우, 영화 감독, 텔레비전 배우이다.
르크뢰조에서 태어났다.

## 출연 작품

### 영화
- 레미제라블 (1982년)
- 우리들 사이 (1983년)
- 죄와 사랑 (1985년)
- 아름다운 정부 (1986년)
- 마스크 (1987년)
- 비애 (1990년)
- 하루의 질서 (1992년)
- 파리에서의 마지막 키스 (1999년)
- 테이킹 사이즈 (2001년)
- 몽상가들 (2003년) - 아버지 역
- 아르센 루팡 (2004년) - 르 덕 드 드뢰-소비스 역
- 코미디 오브 파워 (2006년)
- 우리가 죽었다고 누가 그래? (2007년)
- 어느 날 갑자기 (2007년)
- 피메일 에이전트 (2008년)

### TV
- 더 라인 (2009년)